# باتود
الباتود هي مجموعة عرقية فرعية من الأويرات. كانت الباتود قبيلة كبيرة من الأويرات ولكن تم تقسيمها إلى قبائل أويرات أخرى في القرن 16. العديد من أشخاص الباتود قتلوا من المانشو الجيش أثناء سقوط خانات زونغار (1755-1758). اليوم عدد قليل جدا من الباتود يعيش بين أويرات.